# Karen Kondazian
 Karen Kondazian  est une actrice américaine née le 27 janvier 1950 à Newton (Massachusetts).

## Biographie
Elle a étudié à l'école secondaire Abraham Lincoln à San Francisco State College et est diplômée de London Academy of Music and Dramatic Art. Elle débute au théâtre.
En 1973, elle se fiance avec Lex Barker qui meurt d'une attaque cardiaque le 11 mai.

## Filmographie

### Cinéma
| Année | Film                       | Rôle               |  |
| ----- | -------------------------- | ------------------ |  |
| 1982  | Yes, Giorgio               | Francesca Giordano |  |
| 1986  | Cobra                      | Nurse Irene        |  |
| 1995  | Faux frères, vrais jumeaux | Mrs. Agopian       |  |
| 1998  | My Brother Jack            | Rose Casale        |  |
| 2007  | The Blue Hour              | Tello              |  |
| 2009  | The Shift                  | Sophia             |  |

### Télévision
| Année | Film                                       | Rôle                 | Notes |       |
| ----- | ------------------------------------------ | -------------------- | --- | ----- |
| 1972  | David L. Wolper’s Appointment With Destiny | Kate Elder Holliday  | 1 épisode (Showdown at O.K. Corral) | [ 1 ] |
| 1972  | Le Chien des Baskerville                   | Mrs. Mortimer        | téléfilm avec Stewart Granger |       |
| 1973  | La Famille des collines                    | Franzia              | 1 épisode (The Gypsies) |       |
| 1980  | Rumeurs de guerre (en)                     | Mrs. Modesta         | téléfilm |       |
| 1981  | The Gangster Chronicles (recurring)        | Mrs. Luciano         | mini-série NBC Lucky Luciano |       |
| 1982  | Shannon                                    | Irene Locatelli      | 9 épisodes CBS (John's Awakening, Beating The Prime, Favor For An Enemy, Copscam, Curtain Calls, Secret Rage, The Untouchable, Neither A Borrower, Gotham Swansong |       |
| 1982  | Capitaine Furillo                          | Widow Alessi         | 1 épisode (Tir à vue) |       |
| 1986  | Cagney et Lacey                            | Mrs. Arroyo          | 1 épisode (Capitalism) |       |
| 1987  | Clair de lune                              | Margaret Renborn     | 1 épisode (Poltergeist III - Dipesto Nothing) |       |
| 1987  | Walt Disney's La Fiancée de Boogedy (en)   | Madeleinska          | téléfilm |       |
| 1988  | Un flic dans la mafia                      | Linda DeSica         | 1 épisode (Aria for Don Aiuppo) |       |
| 1990  | Ferris Bueller (en)                        | Marjorie Ganesha     | 1 épisode (Ferris Bueller Can't Win) |       |
| 1991  | Arabesque                                  | Rosalee Rossari      | 1 épisode (Les Temps modernes) |       |
| 1992  | Alerte à Malibu                            | Bella                | 1 épisode (Summer of '85) |       |
| 1992  | Mortal Sins                                | Rose Croce           | téléfilm |       |
| 1995  | The Ellen Show                             | Gypsy Fortune Teller | 1 épisode (Ellen's Choice) |       |
| 1995  | Land's End                                 | Mrs. Commandante     | pilote (El Perico) |       |
| 1997  | Tracey Takes On...                         | Casaba Woman         | 1 épisode (Sex) |       |
| 2000  | Frasier                                    | Adrianna Pettibone   | 2 épisodes (And The Dish Ran Away With The Spoon, parties 1 et 2)                                                                                                  |       |
| 2001  | Il était une fois James Dean               | Mrs. Pierangeli      | téléfilm TNT |       |
| 2002  | New York Police Blues                      | Mrs. Kilik           | 1 épisode (Oh, Mama!) |       |
| 2005  | McBride: The Doctor Is Out... Really Out   | Nurse Williams       | téléfilm Hallmark Channel |       |
| 2009  | The Bill Engvall Show                      | Fatima               | 1 épisode (The Way We Were) |       |

## Théâtre

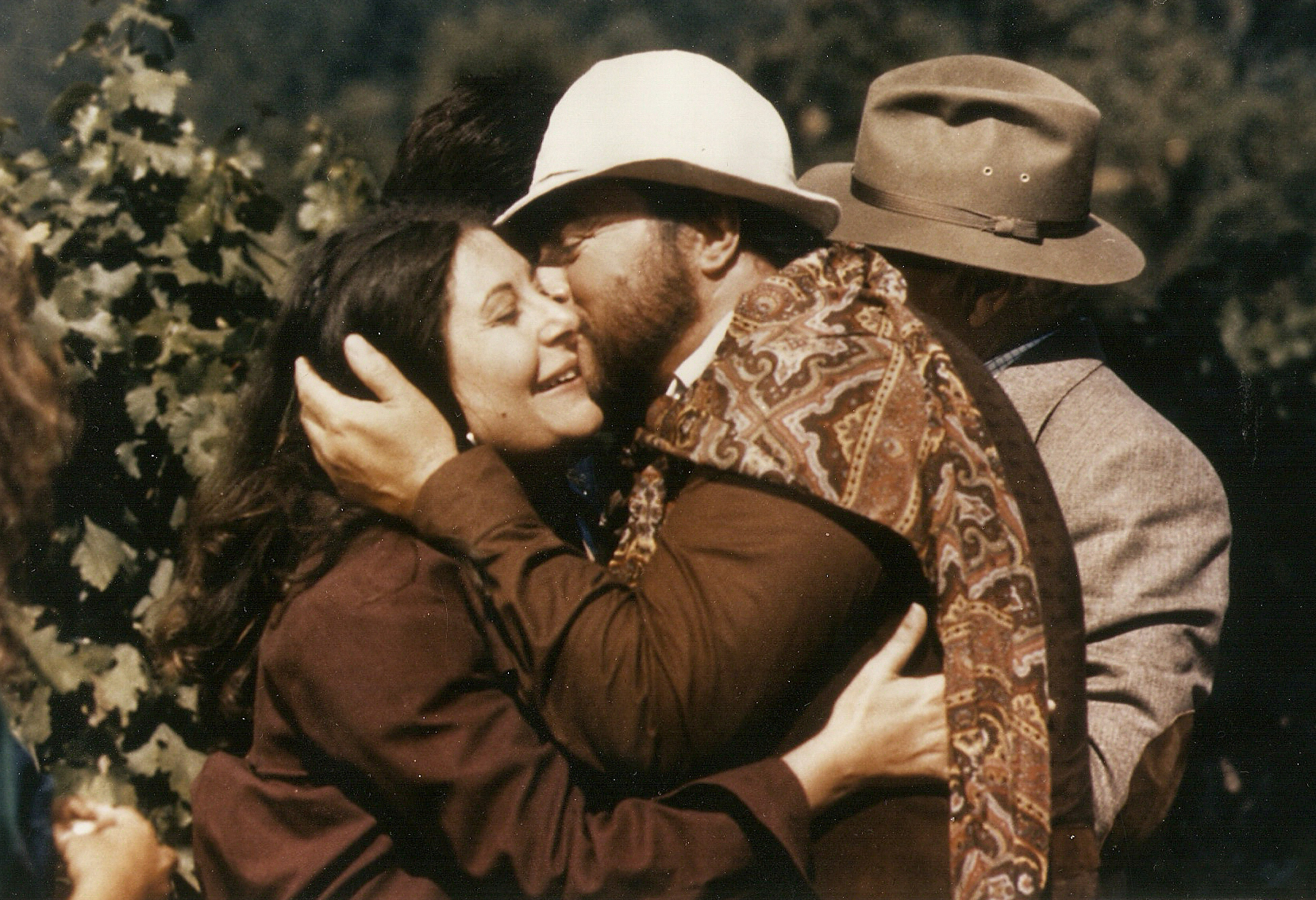
Luciano Pavarotti embrasse Karen Kondazian dans Yes, Giorgio

| Année   | Production                                                                           | Rôle                       | Notes |
| ------- | ------------------------------------------------------------------------------------ | -------------------------- | ----- |
| 1972    | Richard II (Ahmanson Theatre, LA)                                                    | Queen’s Lady in Waiting    |       |
| 1974    | Hamlet (Mark Taper Forum Theater, LA)                                                | Gertrude’s Lady in Waiting |       |
| 1978-79 | La Rose tatouée (Beverly Hills Playhouse)                                            | Serafina                   |       |
| 1980    | Doux Oiseau de jeunesse (Gene Darnyasky Theater, LA)                                 | Princess Kosmonopolis      |       |
| 1981    | Lady House Blues (South Coast Repertory Theater)                                     | Liz Madden                 |       |
| 1983    | Vieux Carré (Beverly Hills Playhouse)                                                | Mrs. Wire                  |       |
| 1984    | Broken Eggs (Ensemble Studio Theatre, NY)                                            | Sonia                      |       |
| 1985-86 | Tamara (Il Vittoriale, LA)                                                           | Aelis                      |       |
| 1987    | The Night of the Iguana (Old Globe Theatre, SD)                                      | Maxine                     |       |
| 1989    | Freedomland (South Coast Repertory Theater)                                          | Claude                     |       |
| 1989    | Mixed Blessings (Coconut Grove Playhouse)                                            | Velia Martinez             |       |
| 1991    | Qui a peur de Virginia Woolf ? (Berkeley Repertory Theatre)                          | Martha                     |       |
| 1996    | La Descente d'Orphée (The Fountain Theatre, LA)                                      | Lady                       |       |
| 2000    | La Nuit de l'iguane (The Fountain Theatre, LA)                                       | Maxine                     |       |
| 2003-04 | Master Class (The Fountain Theatre, LA), (Odyssey Theater, LA), (Lobero Theatre, SB) | Maria Callas               |       |
| 2005    | Kissing Fidel (42nd Street Theater, NY)                                              | Miriam                     | [ 2 ] |
| 2007    | The Milk Train Doesn't Stop Here Anymore (The Fountain Theatre, LA)                  | Mrs. Goford                |       |
| 2016    | Baby Doll (The Fountain Theatre, LA)                                                 | Aunt Rose Comfort          |       |